# Sergio Álvarez Boulet
Pour les articles homonymes, voir Sergio Álvarez, Álvarez et Boulet (homonymie).
Sergio Álvarez Boulet est un haltérophile cubain né le 11 octobre 1979 à Matanzas.